# Neobernaya
Neobernaya is een geslacht van weekdieren uit de klasse van de Gastropoda (slakken).

## Soort
- Neobernaya spadicea (Swainson, 1823)